# Maison Masséna
La Maison Masséna, est une demeure du XVIIIe siècle, construite à usage de presbytère, puis vendue comme bien national à la Révolution française. Située place de la République à Bagneux, elle est aujourd'hui la propriété du diocèse de Nanterre.

## Historique
François de Chabannes de Rhodes (1706-1782), curé de la paroisse Saint-Hermeland de Bagneux et docteur en théologie à la Sorbonne, fait construire cette bâtisse en 1760, en grande partie sur ses deniers personnels.
En 1793, cette maison est vendue comme bien national, puis acquise par Charles Charpentier le 12 mars 1798 (22 ventôse an VI), revendue le 29 octobre 1800 (7 brumaire an IX) à Jean-Marie Maupetit-Rigault et sa femme Marie-Antoinette Chandellier et achetée le 4 juin 1804 (15 prairial an XII), par le général Nicolas-Antoine Sanson (1756-1824), directeur général des Dépôts de la Guerre, qui en reste propriétaire jusqu'au 21 août 1805 (10 fructidor an XIII) où il revend à un confrère le général Pierre Augereau (1757-1816), qui y amène ses maîtresses. Celui-ci la revend trois ans plus tard le 29 août 1808, à Eugénie Renique (1780-1836), figurante à l'Opéra de Paris et maîtresse en titre du duc de Rivoli, le maréchal d'Empire André Masséna (1758-1817) qui a financé cette acquisition. Une étude publiée par Napoleonica La Revue permet de préciser qu'Eugénie Renique occupe, entre autres, une aile au bâtiment construite sous le Directoire, qui servait de salon, décoré de boiseries peintes dans le style des peintures romaines antiques. Les initiales intégrées à la décoration identifient les propriétaires Rigault-Chandellier comme les initiateurs de la construction annexe et des motifs pompéiens. 
Cette maison accueillera les ébats de ce couple infernal, lorsqu'il n'est pas sur les champs de bataille, car cette Penthésilée des amazones est une intrépide écuyère, tirant même le fleuret et qui accompagne son amant sous le feu de la mitraille. Ce havre de repos est pratique pour le maréchal qui habite dans la capitale distante d'une dizaine de kilomètres avec sa famille. En congé de l'armée le 15 juillet 1807, il ne reprit ses fonctions qu'en février 1809, pouvant ainsi  passer de son hôtel particulier de la rue de Lille à Paris ou de son château de Rueil au boudoir d'Eugénie Renique à Bagneux.
Celle-ci vendit le 16 décembre 1816 la maison au nouveau curé, le père Filastre, avec une moins-value de 3 000 francs et la bâtisse redevient presbytère. Une des causes probables de cette revente, outre les sentiments, est le procès qu'intentent la municipalité et l'Église pour faire modifier la disposition des pièces dans l'aile qu'elle avait fait construire. En effet, la fenêtre des toilettes donnait sur les fonts baptismaux et un couloir de deux mètres dut être construit pour remédier au problème. L'acte de vente indique qu'Eugénie habitait alors à Saint-Amand.
Revendue à nouveau, elle devient la propriété de Michel Gaston Girandier (né en 1846).

## Descriptif
Cette demeure comporte un rez-de-chaussée, un étage carré, un étage de combles et un toit à longs pans à croupe et toit en terrasse.
On y accède par une porte donnant sur la place de l'église Saint-Hermeland à laquelle, elle se trouve accolée, portant le no 10 de l'actuelle place de la République. Pour donner un air plus plaisant à cette maison construite pour un ecclésiastique, Eugénie Renique y fit adjoindre une aile en façade entre l'église et le presbytère avec une galerie à l'étage. Elle y fait décorer une pièce faisant office de boudoir dans le goût de l'Empire. Cette pièce est parvenue jusqu'à nous dans sa décoration d'origine, malgré les différents et nombreux propriétaires successifs.
Les quatre murs de la pièce sont recouverts de panneaux de bois peints beige clair avec un encadrement bleu et des moulures peintes en blanc, qui encadrent les deux fenêtres en arceau, et la cheminée en marbre blanc. La décoration est de facture néo-classique, avec des emprunts au style des fresques de Pompéi, rinceaux, mascaron, vase de fleurs, aiguière, oiseaux, papillons, libellules et au milieu, le portrait présumé d'Eugénie Renique.
D'importants travaux eurent lieu à la fin du Premier l'Empire, ainsi que l'agrandissement avec la construction des ailes couvertes en terrasse en 1862 et d'autres travaux en 1900 avec le nouveau propriétaire Michel Gaston Girandier (1846-après 1914), maître-carrier, qui fait modifier la façade  côté jardin et y installe des éléments provenant du palais des Tuileries.
Cet ensemble est inscrit à l'Inventaire des monuments historiques avec la cheminée et l'escalier en 1990.